# Karen Carpenter
Karen Anne Carpenter (født 2. marts 1950, død 4. februar 1983) var en amerikansk sangerinde født i New Haven, Connecticut. Hun voksede op i Downey, Californien fra 13 år.
Karen Carpenter var forsanger og trommeslager i popgruppen The Carpenters, som havde en lang række af Top-10 placeringer i den første del af 1970'erne. Hun døde den 4. februar 1983 i Downey af en hjertefejl, fremskyndet af hendes nervøse spisevægring.